# Kanton Châtellerault-2
Châtellerault-2 is een kanton van het Franse departement Vienne. Het kanton maakt deel uit van het arrondissement Châtellerault.    

In 2020 telde het 25.325 inwoners.

Het kanton werd gevormd ingevolge het decreet van 26 februari 2014 met uitwerking op 22 maart 2015.

## Gemeenten
Het kanton omvat volgende gemeenten:
- Châtellerault  (hoofdplaats)  (westelijk deel)
- Antran
- Buxeuil
- Dangé-Saint-Romain
- Ingrandes
- Leigné-sur-Usseau
- Leugny
- Mondion
- Orches
- Les Ormes
- Oyré
- Port-de-Piles
- Saint-Christophe
- Saint-Gervais-les-Trois-Clochers
- Saint-Rémy-sur-Creuse
- Savigny-sous-Faye
- Sérigny
- Sossais
- Usseau
- Vaux-sur-Vienne
- Vellèches